# Abatus ingens
Abatus ingens is een zee-egel uit de familie Schizasteridae.
De wetenschappelijke naam van de soort werd voor het eerst geldig gepubliceerd in 1926 door René Koehler.